# Antonio La Penna
Antonio La Penna (ur. 17 października 1960 w Rzymie) – włoski zapaśnik w stylu klasycznym. Dwukrotny olimpijczyk. Szósty w Los Angeles 1984, odpadł w eliminacjach w Moskwie 1980. Startował w kategoriach od 100 do 130 kg. Piąty w mistrzostwach Europy w 1980. Brązowy medal na igrzyskach śródziemnomorskich w 1979 i 1983 roku.